# Ammi Hondo
Ammi Hondo (本堂杏実 (Hondo Ammi?); 2 gennaio 1997) è una sciatrice alpina giapponese paralimpica, vincitrice di una medaglia di bronzo per il Giappone ai Campionati mondiali di sci alpino paralimpico del 2019.

## Biografia
Hondo è nata senza le dita della mano sinistra. Ha iniziato a gareggiare nel 2016 presso il comprensorio sciistico di Mount Dobson in Nuova Zelanda, incoraggiata dal suo allenatore di rugby dell'università, che l'ha spronata a partecipare in questa disciplina ai Giochi paralimpici invernali. Si è allenata con Makoto Takegoshi del team Kose della Nippon Sport Science University e successivamente con l'allenatore della nazionale giapponese Saori Ishii.
Dopo le lesioni subite al legamento crociato anteriore e al legamento collaterale a febbraio 2021 durante le gare in Europa, Hondo ha dovuto sottoporsi ad un intervento chirurgico al ginocchio sinistro, ritornando ad allenarsi nell'ottobre di quell'anno.
Il fratello minore Atora è rugbista professionista

## Carriera

### Rugby
Ha rappresentato il Giappone al Torneo mondiale giovanile del 2014 nel rugby a sette per normodotati, che si è svolto in Giappone. A livello nazionale ha gareggiato anche nel rugby a 15.

### Scia alpino
Ha vinto una medaglia di bronzo ai Campionati mondiali di sci paralpino 2019 nella gara di discesa libera. Con un tempo di 1:11.06, Hondo si è piazzata terza sul podio, dietro all'atleta francese Marie Bochet, oro in 1:05.02 e a quella tedesca Andrea Rothfuss, argento in 1:10.88.
Ha anche partecipato alle gare di supercombinata femminile e superG femminile, nonché alle gare di slalom speciale e slalom gigante femminile alle Paralimpiadi invernali 2018. Ha inoltre gareggiato alle Paralimpiadi invernali del 2022 tenutesi a Pechino, classificandosi al 6º posto nella discesa libera in piedi (con un tempo di 1:57.46), supercombinata e slalom speciale in piedi (), al 7º posto nello slalom gigante in piedi (tempo 2:11.07) e al 8° nel supergigante (in 1:19.92).

## Palmarès

### Mondiali
- 1 medaglia:
  - 1 bronzo (discesa libera in piedi a Sella Nevea/Kranjska Gora 2019)